# Доходный дом страхового общества «Саламандра»
Дом страхового общества — памятник архитектуры. Расположен в Санкт-Петербурге, современный адрес дома — Гороховая улица, 4.

## Предыстория
До застройки местность была частью Адмиралтейского луга. Первым владельцем участка с 1762 года был придворный седельник Иоган Билерт (Иоганн Белерт); на 1769 год на участке уже находился двухэтажный каменный дом со службами. Ещё в 1804 году дом принадлежал Билертам, в 1822 году им владел ювелир Самуэль (Самуил) Арнд. За время владения здание было надстроено двумя этажами, оштукатурено с рустовкой, тягами и лепными деталями, во дворе построено два каменных флигеля. В 1855 году сыновья Самуила, купцы Карл и Самуил, получили дом по дарственной. В 1877 году Самуил Самуилович Арнд остался единоличным владельцем. На тот момент в доме было 25 квартир по 2-5 комнат, из них четыре (6, 1131, 15, 16) занимал сам Самуил Самуилович. В 1880 году завещанием было определено, что следующей владелицей станет его жена София Карловна, и дети в равных долях после её смерти. В 1903 году София Карловна ещё была владелицей, но вскоре продала его Обществу страхования от огня «Саламандра», располагавшемуся в соседнем здании, д. 6.

## Современное здание
Современный жилой доходный дом построен в 1908—1909 годах по проекту Н. Н. Верёвкина и М. М. Перетятковича.
С целью обогащения внешнего облика размеры, ритм и конфигурация оконных проёмов отличаются от этажа к этажу. Первый этаж высокий, окна — витрины. Симметрично относительно центральной оси фасада расположено два двухъярусных эркера, сама ось на уровне четвёртого этажа подчёркнута балконом на кронштейнах, а также мансардной настройкой с фронтоном в три оси. Также различна обработка поверхности гранитной облицовки верхних и нижних этажей. Здание украшено овальными медальонами с обрамлёнными фигурами танцовщиц из белого мрамора, венками, масками, рогами изобилия; над входом — рельеф саламандры.
Для отделки здания использован красный гангутский гранит (облицовка; цвет меняется в зависимости от способа отделки плит — первый этаж имеет крупноточечную обработку, гранит тёмно-розовый, второй этаж — фактура скалы, более тёмная, розовато-красная, 3-5 этажи — мелкоточечная фактура, наиболее светлый розовый цвет), красный радомский песчаник (эркеры, балкон, карнизы, орнаменты; в сравнению с использованным гранитом имеет более коричневатый оттенок), белый мрамор. Большинство скульптурных деталей сделано из песчаника, портал главного подъезда из полированого гранита с горельефной маской обладает менее тонкой резьбой.
На каждой из пяти межэтажных площадок центральной парадной по три окна (центральные — двухстворчатые, по бокам — одностворчатые), в которых остались оригинальные фацетные стёкла. На третьем и четвёртом этажах есть по два внутренних окна с фацетными витражами с геометрическим узором (ромбическая сетка) на латунном профиле.
В 1916 году в доме было расположено консульство Бразилии. В 1918 году жильцов выселили, дом передали ЧК. Управление делами Петроградской ЧК занимало здание до переезда в Дом на Литейном, после чего дом снова был превращён в жилой.
С 1937 по 1966 в доме жила Софья Петровна Преображенская (мемориальная доска установлена в 1971 году), с 1937 по 1951 года — Агриппина Яковлевна Ваганова (мемориальная доска установлена в 1958 году), в квартире на верхнем этаже жила Ольга Генриховна Иордан, с 1946 года в кв. 6 жила Фея Ивановна Балабина, с 1935 года в кв. 33 жили Сергей Николаевич Уланов и его дочь Галина Сергеевна Уланова, с 1931 по 1941 год — Иван Васильевич Ершов (мемориальная доска 1989 года), с 1936 года по 1941 год — Исаак Осипович Дунаевский. Также в доме жила Татьяна Михайловна Вечеслова, Вера Ивановна Шестакова (кв. 43; её племянник в 2001 году создал частный музей «Блокадная комната артистки»), в квартире №8 проживал Пальгов Павел Петрович  – прокурор Ленинградской области. , Шлепянов Илья Юльевич.
С июля 2003 года в здании расположено Генеральное Консульство Румынии в Санкт-Петербурге.

## Галерея

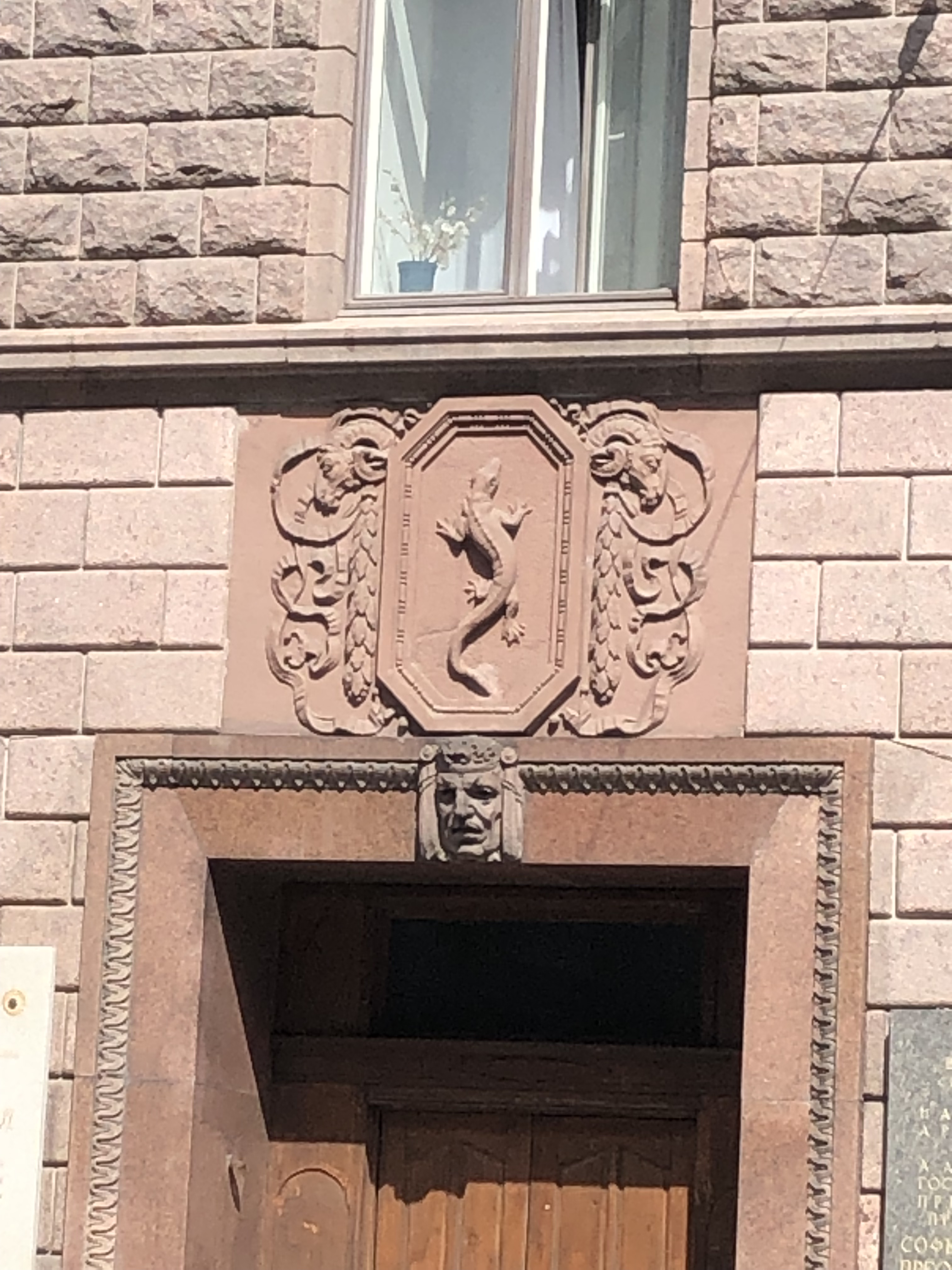
Панно над входом
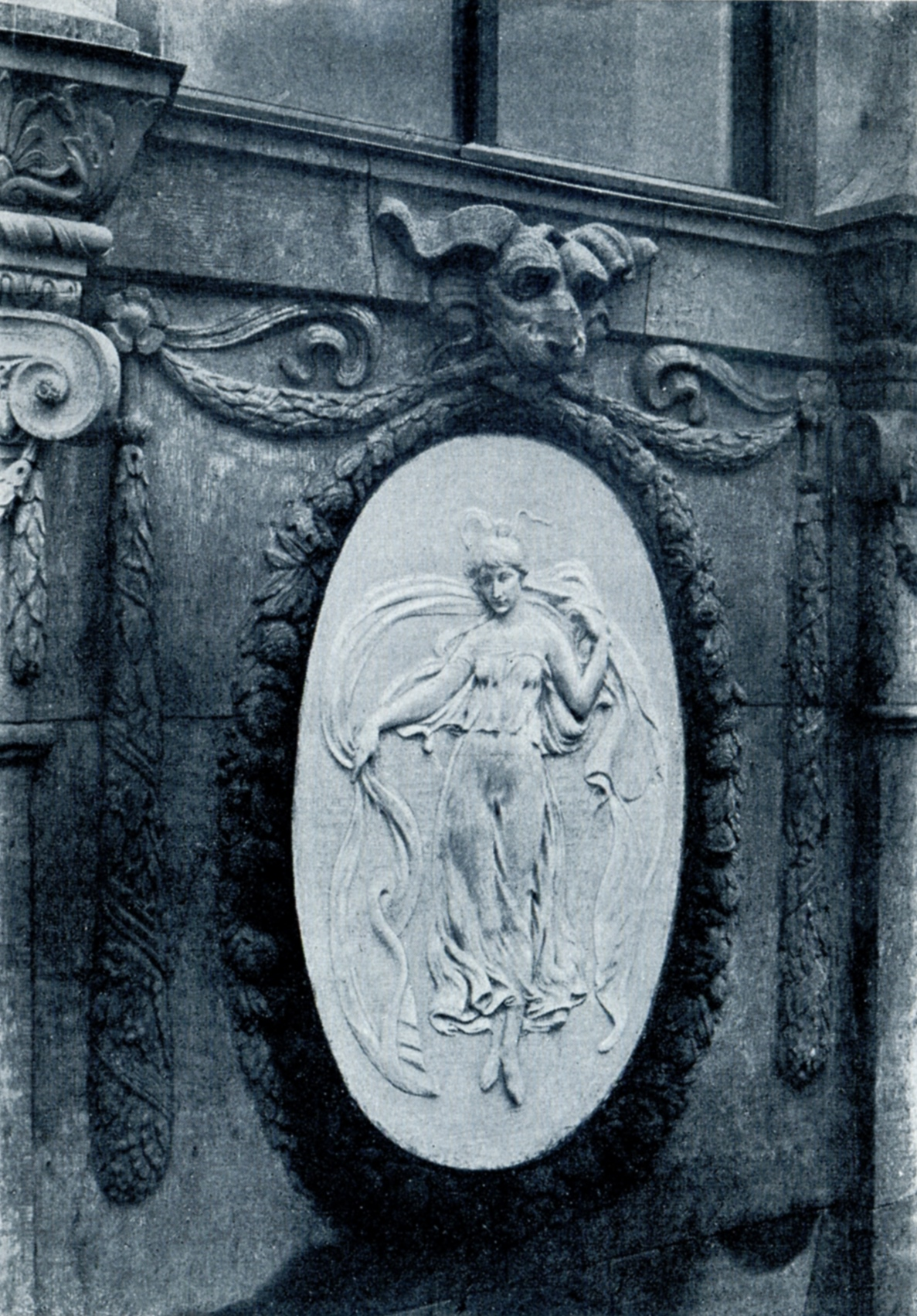
Фигура танцовщицы
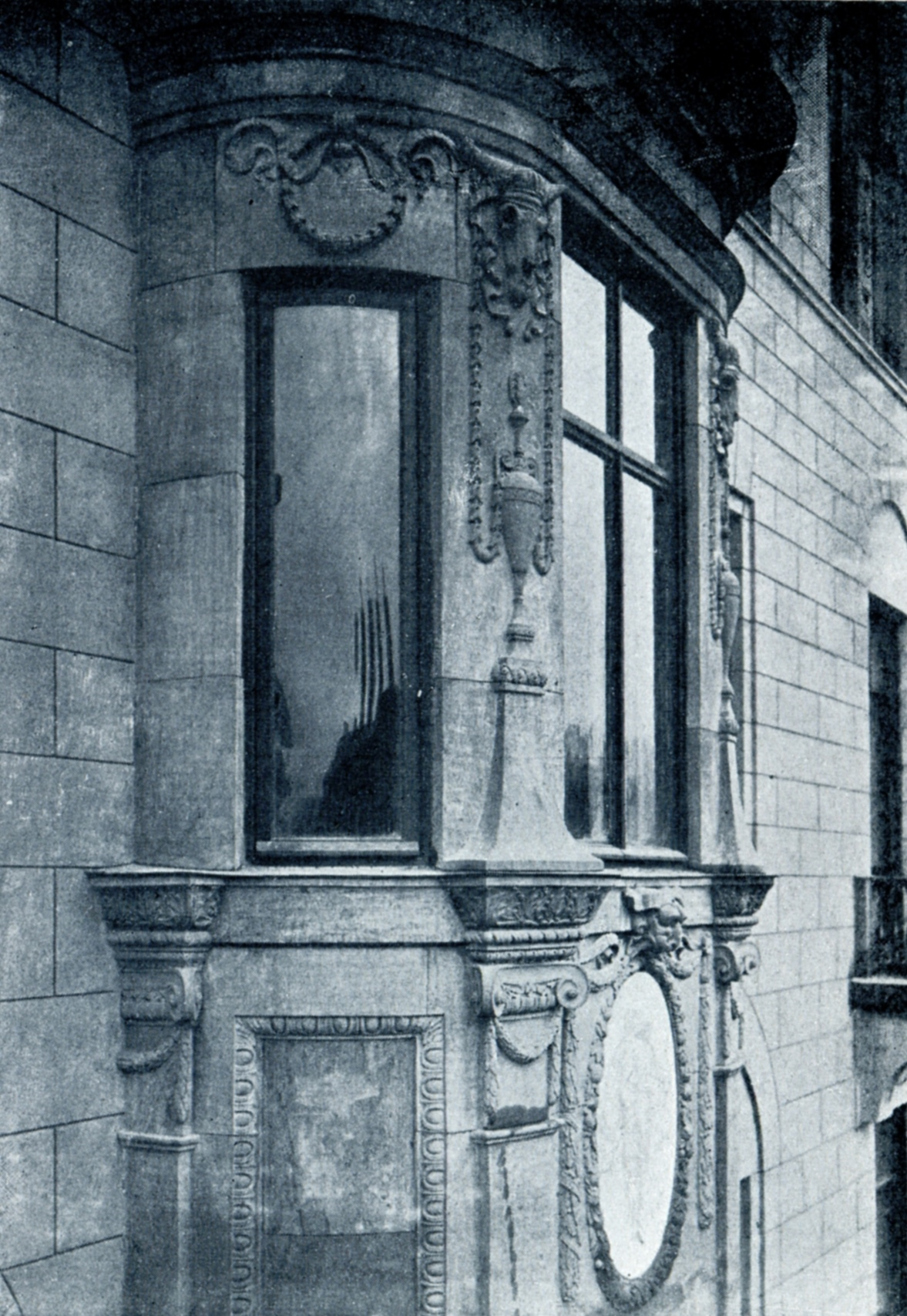
Украшение эркера
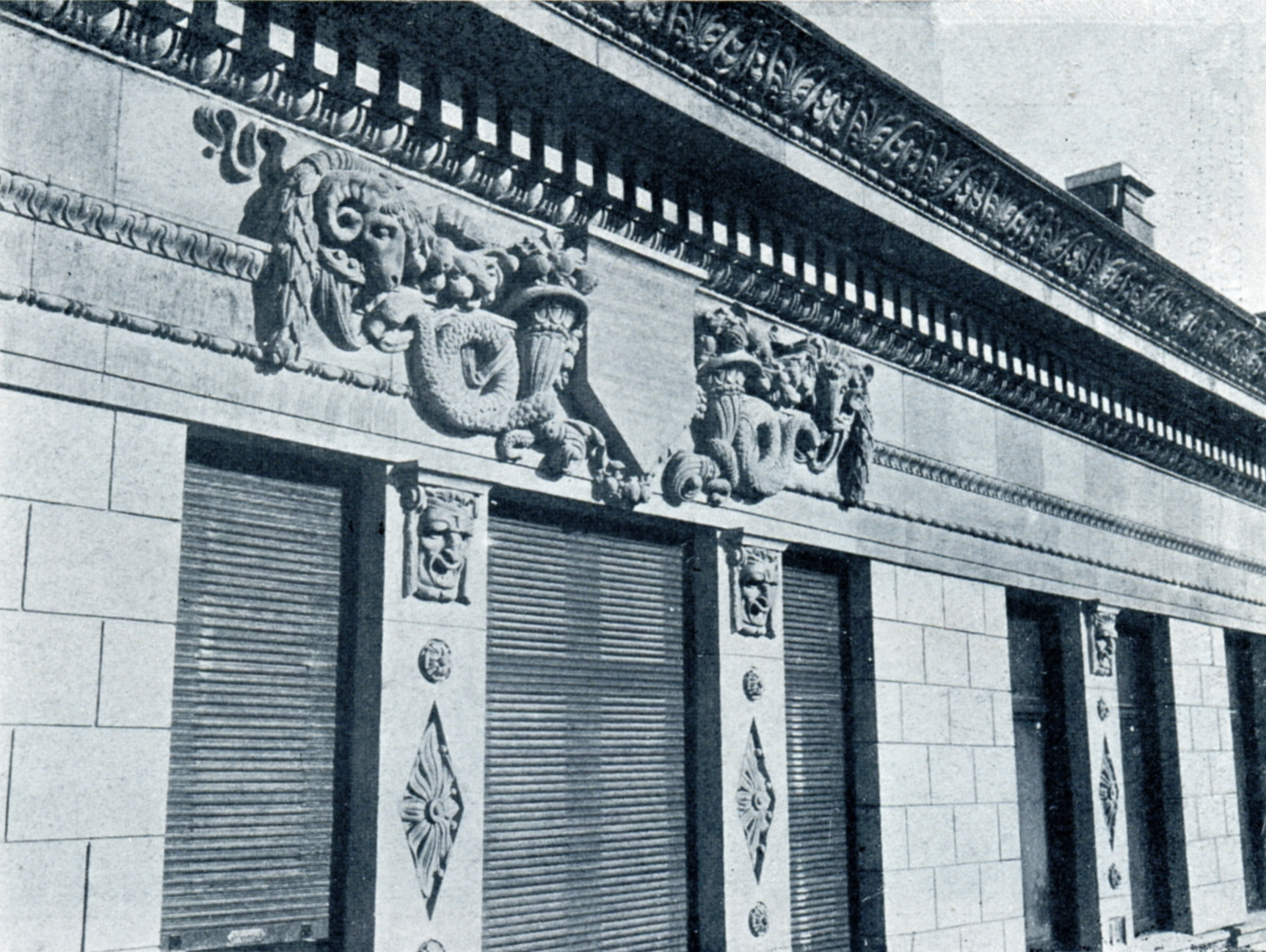
Лепнина дома